# 里卡爾多·加萊阿齊-利西
里卡爾多·加萊阿齊-利西（義大利語：Riccardo Galeazzi-Lisi，1891年7月26日—1968年11月29日），是一位意大利醫生，從1939年起擔任天主教教宗庇護十二世的私人醫生，直到1958年被解僱。在梵蒂岡任職期間，他的正式職銜稱為「宗座御醫」。庇護十二世還封他為宗座科學院名譽院士。他負責處理1958年庇護十二世去世的事宜，並在此背景下因試圖發布有關垂死教宗的圖片和故事而引發了一場醜聞。他亦是國際醫學史學會的成員。

## 個人生活
加萊阿齊-利西出生於羅馬，是具影響力的建築師和銀行家恩里科·加萊阿齊-利西（Enrico Galeazzi-Lisi）的同父異母兄弟，他在聖伯多祿大殿下的挖掘中發揮了重要作用。

## 爭議
庇護十二世去世後，加萊阿齊-利西在法國雜誌《巴黎比賽》和另外一家意大利雜誌發表了文章和教宗去世的照片。他亦有意把自身在庇護十二世臨終4天前所撰寫的日記對外出版。在一次有爭議的新聞發布會上，加萊阿齊-利西非常詳細地描述了自己對已故教宗屍體進行防腐處理的情況。他宣稱自己所使用的油和樹脂物料跟保存耶穌屍體的相同。然而，存放教宗屍體的大廳較為炎熱，使得屍體的化學反應加快。根據加萊阿齊-利西的說法，教宗屍體在首次浸藥後還進行了兩次額外處理。與之前的教宗不同，庇護十二世生前已表明不希望從他的身體中取出重要器官，要求屍體防腐人員按照「上帝創造他時」的原版模樣保存屍體。
根據加萊阿齊-利西的說法，由於甘多爾福堡炎熱至極，故他採用了新穎性的防腐處理方式——這異於那不勒斯防腐師奧雷斯特·努齊（Oreste Nuzzi）教授的傳統手法。他在新聞發布會上預測，一旦屍體被關在棺材裡，那麼整套防腐系統便會完美運作。他說，他和努齊教授一共處理了教宗的屍體三遍。
這種處理方式與普通的防腐方式完全相反。加萊阿齊-利西沒有排出體液並保持屍體低溫，而是用一個塑料袋蓋住屍體。並於裏面放滿草藥和香料，令空氣幾近無法流通，加快了教宗屍體的厭氧性腐爛過程。據媒體報導，屍體在甘多爾福堡至羅馬的送葬队列面前徹底腐爛。儘管加萊阿齊-利西已盡己所能，但還是不能阻止之：教宗的胸部因氣體堆積而爆炸，鼻子和手指脫落，據報導屍體變成了「翠綠色」（亦有報導指變成了黑色）。惡臭極度刺鼻，以至令一些瑞士衛隊昏倒了，並且必須每15分鐘輪更一次。

## 開除
1958年10月20日，樞機主教們在秘密會議之前（不是教宗若望二十三世，因為那天正值宗座出缺）解僱了他。在聚集的樞機主教要求下，他不得不在同一天辭任「宗座御醫」，醫療團隊成員的安東尼奧·加斯巴里尼（Antonio Gasbarrini）教授接替為「宗座御醫」。
他因不道德行為而受到意大利醫學委員會的譴責，加萊阿齊-利西根據程序原因而使意大利醫學委員會撤銷了這一決定。他還對過早發布庇護十二世去世的消息負責。據稱，他告訴等待的記者，他會在教宗去世後立即打開教宗臥室的窗戶。窗戶後來被一位毫無戒心的修女打開，從而令庇護十二世仍在彌留之際引發了庇護之死的消息。
加萊阿齊-利西從未因他的防腐失當而受到官方指責，梵蒂岡也從未因教宗的醫療狀況而指責他，與所有其他教宗一樣，教宗的醫療狀況由醫生委員會負責。他是因對媒體的輕率和濫用醫療特權而受到懲罰。但他也被庇護十二世的後繼者若望二十三世終身禁止進入梵蒂岡城，使得他成為迄今為止，唯一一個受到此懲罰的人。
1960年，加萊阿齊-利西在他的著作《在庇護十二世的陰影和光中》（Dans l'Ombre et la Lumière de Pie XII）中試圖駁斥對他的指控。

## 榮譽
教宗聖思維大十字勳章騎士（教廷）